# Remogliflozin etabonate
Remogliflozin etabonate (INN/USAN)  là một loại thuốc được đề xuất của nhóm gliflozin để điều trị viêm gan nhiễm mỡ không do rượu ("NASH") và bệnh tiểu đường loại 2. Remogliflozin được phát hiện và phát triển bởi công ty Kissei Pharmaceutical của Nhật Bản và sau đó được phát triển bởi GlaxoSmithKline và Glenmark, cộng tác viên BHV Pharma, một công ty con thuộc sở hữu của Avolynt có trụ sở tại Bắc Carolina Hoa Kỳ. Remogliflozin đã được Glenmark ra mắt thương mại đầu tiên ở Ấn Độ vào tháng 5 năm 2019.

## Các thử nghiệm lâm sàng
Remogliflozin etabonate đã được chứng minh là tăng cường bài tiết glucose nước tiểu ở động vật gặm nhấm và người. Nghiên cứu sớm ở bệnh nhân tiểu đường cải thiện nồng độ glucose huyết tương. Remogliflozin etabonate đã được nghiên cứu với liều tới 1000   mg. Một cặp thử nghiệm lâm sàng ngẫu nhiên giai đoạn 2b giai đoạn 2b của bệnh nhân tiểu đường được công bố vào năm 2015, đã tìm thấy sự giảm nồng độ hemoglobin glycated và nó thường được dung nạp tốt.

## Phương thức hành động
Remogliflozin etabonate là một loại thuốc proogliflozin. Remogliflozin ức chế các protein vận chuyển natri-glucose (SGLT), chịu trách nhiệm tái hấp thu glucose ở thận. Chặn phương tiện vận chuyển này khiến đường huyết bị đào thải qua nước tiểu.  Remogliflozin được chọn cho SGLT2.